# Karl Ohl
Robert Karl Ohl (* 7. September 1904 in Birlenbach im Rhein-Lahn-Kreis; † 3. Januar 1977 in Diez) war ein deutscher Landwirt, NSDAP-Funktionär und Mitglied des Provinziallandtages der Provinz Hessen-Nassau.

## Leben
Karl Ohl arbeitete in seinem Heimatort als Landwirt auf dem elterlichen Hof, als er zum 1. Oktober 1930 in die NSDAP eintrat (Mitgliedsnummer 318.213). Er leitete bis 1934 die Birlenbacher NSDAP-Ortsgruppe und erhielt 1933 ein Mandat für den letzten Nassauischen Kommunallandtag des preußischen Regierungsbezirks Wiesbaden bzw. für den Provinziallandtag der Provinz Hessen-Nassau, wo er stellvertretendes Mitglied des Landesausschusses war.
Im Mai 1933 übernahm er ehrenamtlich die Leitung im NSDAP-Bereich Unterlahn und erhielt diese Position im Juli 1934 als Hauptamt übertragen. Von 1937 an leitete er den im Jahre 1867 zusammengefassten Kreis Limburg. 1940 wurde er zur Wehrmacht eingezogen und war Oberleutnant in einem Infanterieregiment. Im August 1943 kehrte er auf den Posten des NSDAP-Kreisleiters zurück. Er floh vor den amerikanischen Besatzungstruppen nach Osten und kehrte 1949 aus der damaligen Sowjetischen Besatzungszone in die Nähe von Limburg zurück.
Die Quellenlage gibt über seinen weiteren Lebenslauf keine Erkenntnisse.